# Lycodichthys antarcticus
Lycodichthys antarcticus är en fiskart som beskrevs av Pappenheim, 1911. Lycodichthys antarcticus ingår i släktet Lycodichthys och familjen tånglakefiskar. Inga underarter finns listade i Catalogue of Life.